# Camille-Aimé Coquilhat

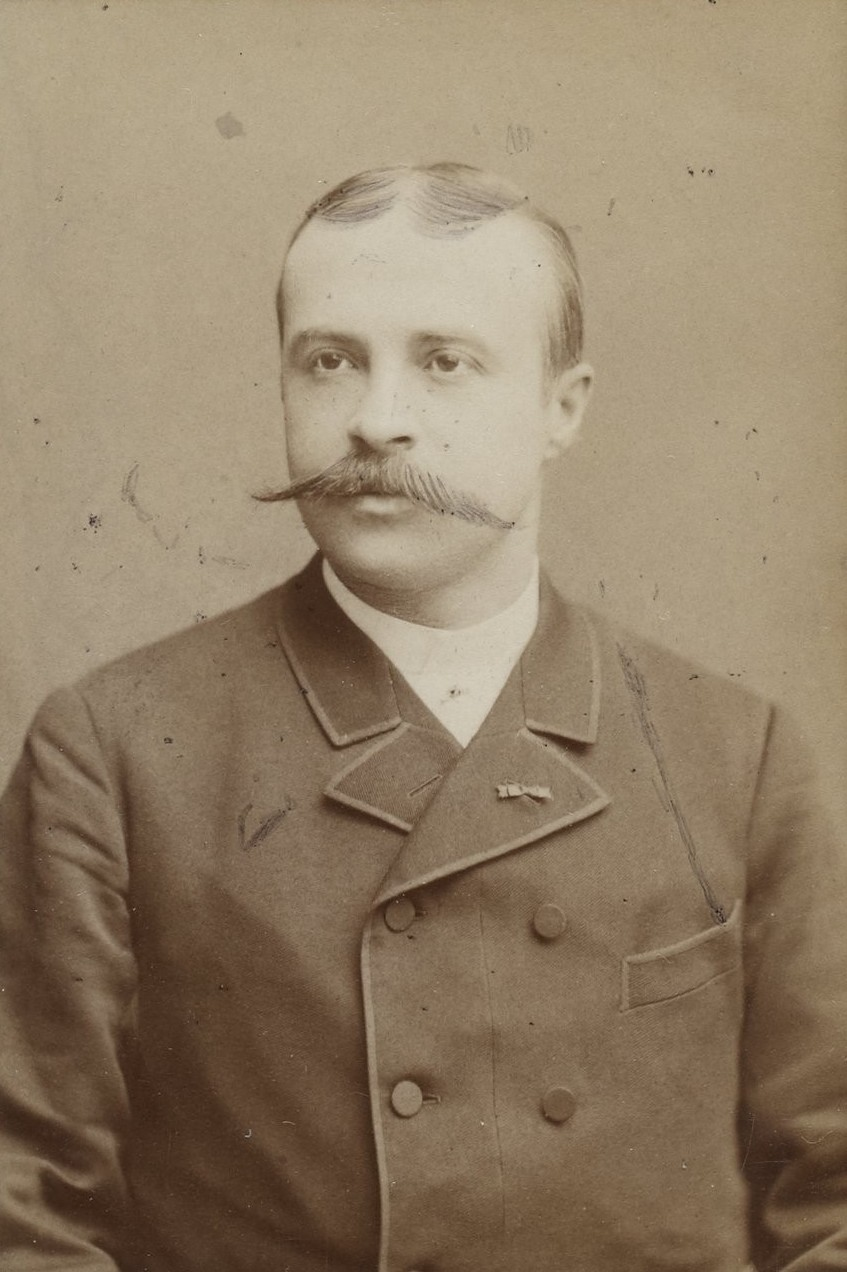
Camille-Aimé Coquilhat

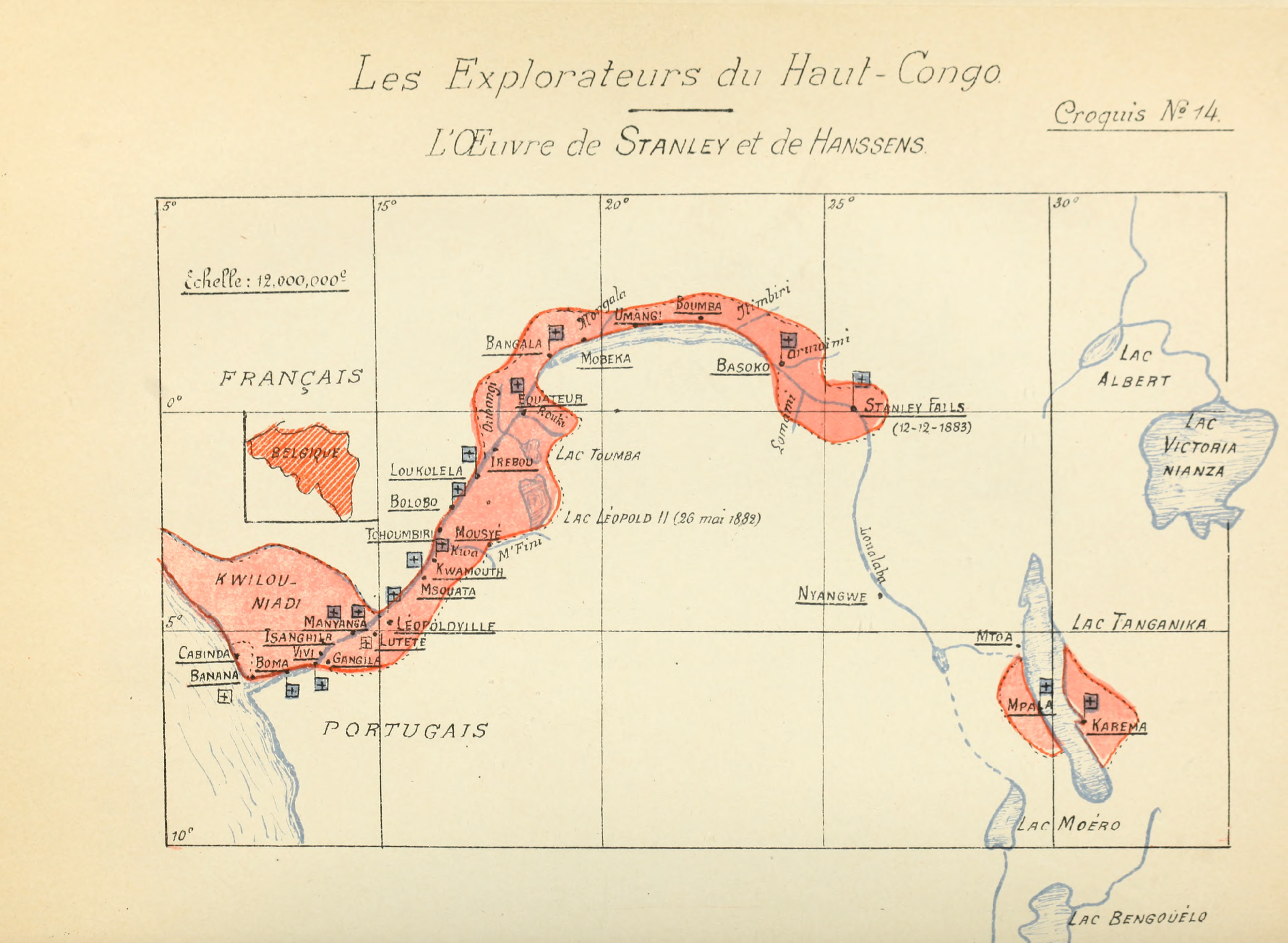
Karte der Erforschungen im Kongogebiet

Camille-Aimé Coquilhat (* 15. Oktober 1853 in Lüttich; † 24. März 1891 in Boma) war ein belgischer Offizier, Afrikaforscher und stellvertretender Generalgouverneur des Kongo-Freistaats.

## Leben
Als Freiwilliger im Deutsch-Französischen Krieg diente Camille-Aimé Coquilhat im Alter von 17 Jahren auf französischer Seite unter General Louis Faidherbe und nahm 1871 unter anderem an der Schlacht bei Saint-Quentin teil. Nach dem Krieg kehrte er nach Belgien zurück, wo er sich an der Königlichen Militärakademie in Brüssel einschrieb. Diese absolvierte er am 2. April 1874 im Range eines Unterleutnants. Er wurde am 25. März 1880 zum Leutnant befördert, zum 30. Dezember 1880 wurde er Adjutant des Generalstabs und stand somit am Anfang einer erfolgversprechenden Karriere in der belgischen Armee.
Stattdessen wechselte er am 15. Juli 1882 in die Dienste der Internationalen Afrika-Gesellschaft; er sollte unter Henry Morton Stanley an einer Expedition zum Oberlauf des Kongo teilnehmen. Coquilhat erreichte Banana am 22. September 1882, Léopoldville (heute Kinshasa) am 6. November 1882 und Bolobo am 22. Dezember 1882. Durch Fieber geschwächt, konnte er an weiteren Unternehmungen nicht teilnehmen und wurde zunächst Assistent des Kommandanten in Léopoldville. Am 28. März 1883 spitzte sich die Lage in Kimpoko (östlich von Léopoldville am Stanley-Pool, heute Pool Malebo) zwischen dem Kommandanten und den Einheimischen zu. Stanley wies Coquilhat an, die Lage vor Ort zu beruhigen, was ihm auch gelang. Coquilhat lief mit der Expedition zum Oberlauf des Kongo am 9. Mai 1883 aus. Einen Monat später wurde Equateurville (später Coquilhatville, heute Mbandaka) gegründet. Während Alphonso van Gèle und Coquilhat vor Ort blieben und den Stützpunkt aufbauten, schaffte es Stanley, auf dem Kongo bis zu den Stromschnellen Stanley Falls (heute Boyomafälle). Vier Monate nach der Trennung erreichte Stanley wieder das inzwischen aufgebaute Equateurville. Im Januar 1884 wies er Coquilhat an, den Stützpunkt Iboko (auch Bangala Station, später Neu-Antwerpen, heute Makanza) im Gebiet der Bangala zu errichten. Coquilhat baute eine gute Beziehung zu den Bangala auf; er lernte ihre Sprache und Kultur. Der 15-monatige Aufenthalt in Iboko zehrte allerdings an seiner Gesundheit, und er entschied sich nach Europa zurückzukehren, um zu genesen. Am 21. Oktober 1885 kam er in Antwerpen an.
Sein Aufenthalt in Europa war allerdings nicht so erholsam wie er sich erhofft hatte, denn er musste an vielen Konferenzen und Treffen teilnehmen. Schon am 6. April 1886 stach er wieder in See in Richtung Zentralafrika. In Matadi organisierte er die Armee, die Force Publique, des 1885 gegründeten Kongo-Freistaats. Am 3. August 1886 war er wieder in Iboko. Dort erreichten ihn am 8. September schlechte Nachrichten von der Station Stanley Falls (bei dem heutigen Kisangani), die von arabischen Sklavenhändlern eingenommen worden war. Obwohl an Dysenterie erkrankt, brach er mit dreißig Männern auf und erreichte die Station Stanley Falls am 26. September. Nach einem heftigen Schusswechsel erkannte Coquilhat, dass der Feind zahlenmäßig überlegen war, und ordnete den Rückzug an. Auf dem Rückweg konnte der überlebende Kommandant der Station, Walter Deane, gefunden werden; er hatte sich wochenlang bei Einheimischen versteckt gehalten. Coquilhats gesundheitlicher Zustand verschlechterte sich weiter, was ihn zwang, das Kommando abzugeben und nach Léopoldville zurück zu reisen. Da auch nach Wochen schwerer Krankheit keine Besserung in Sicht war, verließ er Afrika und kam am 18. Dezember 1886 in Belgien an.
Seine Genesung schritt nur langsam voran. Im Jahre 1888 konnte er seine Erfahrungen in dem Buch Sur le Haut-Congo (deutsch: Am oberen Kongo) veröffentlichen. Leopold II. berief Coquilhat am 30. August 1888 zum Generalverwalter des Ressorts für Innere Angelegenheiten des Freistaates Kongo. Coquilhat bereitete die Antisklavereikonferenz von 1889 in Brüssel vor und nahm auch als Experte teil. Der Kongo-Freistaat hatte zu der Zeit gewaltige finanzielle Probleme. Auf Wunsch Leopolds II. sollte Coquilhat die Probleme vor Ort lösen. Da er hingebungsvoll hinter dem Kolonialismus stand, ging er, auch gegen ärztlichen Rat, zum dritten Mal nach Afrika, wo er am 20. April 1890 ankam. Er wurde am 1. Dezember 1890 zum stellvertretenden Generalgouverneur ernannt. Seine angeschlagene Gesundheit verschlechterte sich und schließlich verstarb Coquilhat elf Monate nach seiner Rückkehr nach Afrika. Seine sterblichen Überreste wurden nach Antwerpen gebracht.
Coquilhats Persönlichkeit wird als sensibel und kritisch beschrieben, aber er konnte und musste auch kaltblütig sein, wenn es ums Überleben ging.
In seiner Publikation Sur le Haut-Congo zeigt er durch die lebendige Beschreibung literarische Qualitäten. Seine Beschreibungen der Afrikaner sind zum Teil widersprüchlich. Auf der einen Seite beweist er ethnologische Klugheit. Beispielsweise wurde er Zeuge von Kannibalismus und versuchte den Sinn zu ergründen. Außergewöhnlich für einen Kolonialethnologen ließ er sich mit den Einheimischen auf Diskussionen darüber ein und versuchte sie argumentativ umzustimmen. Er sah das Erlernen der örtlichen Sprachen als notwendig an. Auf der anderen Seite sprach er den Afrikanern Kreativität ab und beschrieb sie als "wild".
Außergewöhnlich für einen Afrikareisenden, sammelte Coquilhat keine kulturellen Gegenstände; er hielt diese für Fetische.
Er stand voll hinter dem idealisierten Bild des Europäers in Afrika, der dort humanitären und wissenschaftlichen Fortschritt bringt und nicht das Land erobern will. Deshalb hat er sich ohne Gewissensbisse beteiligt, den Widerstand von Afrikanern gegen den Imperialismus zu brechen. Er stimmte der Gewalt zu, wenn man provoziert wurde, ansonsten verurteilte er sie, weil das den "höheren Zielen" widersprach. Als Vertrauter des Königs Leopolds verschrieb sich Coquilhat dessen dubiosen Aktivitäten in Kongo, was ihn letztendlich das Leben kostete.

## Publikationen
- Sur le Haut-Congo. Paris, J. Lebegue, 1888